# Ingleborough
L'Ingleborough est un sommet montagneux des Pennines, dans le Nord de l'Angleterre, qui culmine à 724 m d'altitude. Il est situé dans la région des Yorkshire Dales, dans le comté du Yorkshire du Nord.
Avec Whernside et Pen-y-ghent, il est l'un des « trois pics du Yorkshire », un groupe de trois sommets qui entourent les sources de la Ribble. L'ascension des trois pics l'un après l'autre constitue une randonnée d'une quarantaine de kilomètres appréciée des alpinistes. Il existe également des épreuves annuelles de course à pied, la Three Peaks Race, et de cyclo-cross qui relient les trois montagnes.